# Élisabeth de Vermandois
 (novembre 2024).
Si vous disposez d'ouvrages ou d'articles de référence ou si vous connaissez des sites web de qualité traitant du thème abordé ici, merci de compléter l'article en donnant les références utiles à sa vérifiabilité et en les liant à la section « Notes et références ».
Pour l’article homonyme, voir Isabelle de Vermandois.
Élisabeth de Vermandois ou Mabille de Vermandois (1143 – 28 mars 1183), membre de la Maison capétienne de Vermandois, est comtesse de Vermandois et de Valois (1167-1183).

## Biographie
Elle est la fille de Raoul Ier, comte de Vermandois et de Valois, et de Pétronille d'Aquitaine, la sœur d'Aliénor d'Aquitaine, l'épouse du roi Henri II Plantagenet d'Angleterre. Elle est donc la cousine germaine de Richard Cœur de Lion et Jean Sans Terre.
Elle épouse en 1159 Philippe d'Alsace, comte de Flandre, mais n'a pas d'enfant. À sa mort, Philippe d'Alsace conserve ses comtés aux dépens de sa sœur Éléonore, mais il est obligé de les céder à Philippe Auguste en 1185.